# Васильева, Екатерина Николаевна
Екатери́на Никола́евна Васи́льева (16 [28] августа 1829, Москва — 27 апреля 1877, Берн, Швейцария) — российская актриса

.

## Биография
Екатерина Лаврова родилась 16 (28) августа 1829 года в Москве в семье певцов Николая Владимировича и Дарьи Матвеевны Лавровых. Обучалась в пансионе госпожи Дебош. В 1843 году поступила в Московское театральное училище.
Вышла замуж за С. В. Васильева. Их дочери Надежда (в замужестве Танеева; 22.10(3.11).1852 — 4.11.1920) и Вера (по мужу Попова; 11(23).12.1854 — 11(24).7.1905) продолжили актёрскую династию.
В 1845 году Екатерина Васильева дебютировала на сцене Малого театра в роли Габриэли (пьеса «Девица-отшельница» Эжена Скриба).
В конце 1846 года на сцене Александринского театра играла в пьесе «Мирандолина, или седина в бороду» роль Мирандолины. В 1847 году была принята в труппу Александринского театра.
14 октября 1863 года в бенефис Васильевой в Малом театре впервые была поставлена пьеса «Доходное место» Александра Островского.

13 января 1872 года в бенефис Васильевой в Малом театре в связи с 25-летним юбилеем её сценической деятельности режиссёром А. Ф. Богдановым впервые была поставлена пьеса «Месяц в деревне» Ивана Сергеевича Тургенева.

Лаврова-Васильева умерла в Берне (Швейцария), где находилась на лечении от чахотки, 27 апреля 1877 года. Похоронена на Ваганьковском кладбище (6 уч.).

## Творчество
- «Горе от ума» А. С. Грибоедова — Софья[3]
- «Женский ум лучше всяких дум» Альфреда де Мюссе — госпожа Леру
- «На всякого мудреца довольно простоты» А. Н. Островского — Мамаева
- «Месяц в деревне» И. С. Тургенева — Наталья Петровна.